# Polyrhachis durbanensis
Polyrhachis durbanensis är en myrart som beskrevs av Auguste-Henri Forel 1914. Polyrhachis durbanensis ingår i släktet Polyrhachis och familjen myror. Inga underarter finns listade i Catalogue of Life.